# 帆布足球鞋

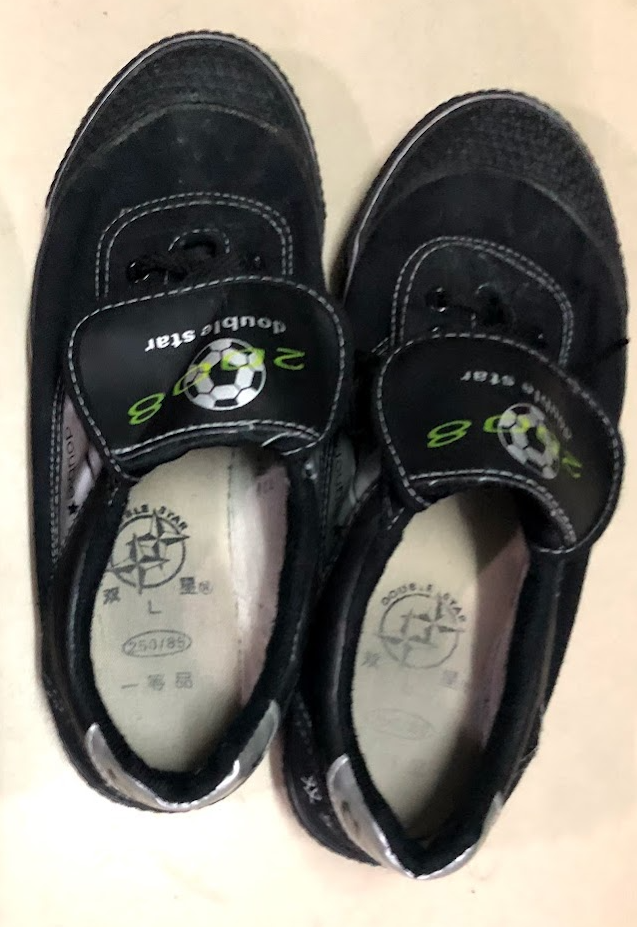
双星鲁中公司生产的“双星名人”系列帆布足球鞋

帆布足球鞋，亦被称为布面胶钉鞋，是以帆布作为鞋帮的足球鞋的通称。一般意义上而言，帆布并不是制作足球鞋的常用材料，因此帆布足球鞋类似于帆布运动鞋（如 Plimsoll）与足球鞋的结合。由于帆布足球鞋具有价格低廉，耐用性强的特点，在1980年代末至2000年代初常被中国大陆青少年男性用作日常穿着。如今虽然中国大陆尚未停止生产及销售帆布足球鞋，但随着国民经济及生活水平的日益提升，帆布足球鞋现已不常见。

## 历史
1985年《商业研究》在对湖北省沙市百货站销售布胶鞋情况描述中首次提及了帆布足球鞋，从侧面表明了当时市面上已经出现多种款式的帆布足球鞋。历史上有诸多厂家曾经生产过帆布足球鞋，代表有：北京橡胶一厂生产的“京字”牌胶钉足球鞋、石家庄长征胶鞋总厂的“三球”牌足球练习鞋、和青岛第九橡胶厂的“双星”牌足球运动鞋。

帆布足球鞋曾在中国大陆颇受欢迎。1998年世界杯后，部分地区甚至一度出现了抢购现象：
“双星成都鞋厂产品实现零库存，特别是足球鞋成为客商抢购的重点，现在无论他们每天加班加点生产，也难于满足市场的需求，一度出现买鞋请厂领导批条，托关系走后门要货的现象。” —— 《双星鞋国内外市场齐旺销》，《中国橡胶》，1999年第22期

## 别称
由于帆布足球鞋价格低廉，耐用性强，在1980年代末至2000年代初常被青少年男性用作日常穿着，超出了一般意义上足球运动专业鞋的使用范围。各地曾出现过帆布足球鞋的别称（部分别称也泛指帆布足球鞋在内所有种类的钉底球鞋），如：“钉子鞋”，“钉鞋”，“疙瘩鞋”，“蘑菇鞋”，“拐子”，“钉拐”等，这些别称强调了其外观和材质，而非足球功能或运动性能。

## 集体记忆与群体认同
进入社交媒体时代后，关于帆布足球鞋的怀旧网文唤起了中国大陆千禧一代网民的集体记忆。这显示了帆布足球鞋在他们的生活中不仅是日常用品，更成为了承载个人记忆和集体文化符号的重要载体。帆布足球鞋是那个时代的集体符号，代表了特定年代的物质和文化生活。这种集体记忆也体现了某种群体认同，通过对同样物品的记忆，网民在回忆中找到了共鸣。